# Nana Eshelman Håkansson
Anna Henny Nana Eshelman Håkansson, ursprungligen Anna Mariana Håkansson, född 10 februari 1981 i Hjortsberga församling i Blekinge län, är en svensk grävande journalist, kulturskribent och manusförfattare.
Nana Eshelman Håkansson är verksam som kulturskribent i bland annat Arbetet, Konstnären och Författaren. Tidigare har hon skrivit kulturkritik för Sydsvenskan och Helsingborgs Dagblad och varit litteraturkritiker och musikrecensent på Göteborgs-Posten. Nana Eshelman Håkansson har även arbetat på Sveriges Radio P3, bland annat som reporter på P3  Populär, reporter på P3 Kultur och som programledare för Hallå P3.
Hon har skrivit flera artiklar om EU-migranter, tiggeri och romska rättigheter. Under januari och februari 2016 sändes hennes och Aaron Israelsons radiodokumentärserie EU-migranterna – om två svenskar som emigrerar till Rumänien – där de bland annat speglade romofobi, EU-migration och hipsterkultur ur ett rumänskt perspektiv.
2023 vann hon Guldspaden tillsammans med bland annat fotografen Anna Tärnhuvud för sin granskning av hederskultur inom den romska minoriteten i Sverige. Följande år blev hon nominerad till Stora Journalistpriset.
Hon är änka till den amerikanske journalisten och aktivisten Robert Eshelman-Håkansson.